# Edward Hardwicke

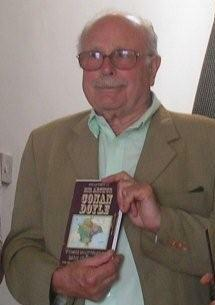
Edward Hardwicke (Juli 2009)

Edward Hardwicke (* 7. August 1932 in London; † 16. Mai 2011 in Chichester, West Sussex) war ein britischer Schauspieler, der vor allem durch seine Darstellung des Dr. Watson in der britischen Fernsehserie Die Abenteuer des Sherlock Holmes bekannt wurde.

## Leben und Wirken
Edward Hardwicke wurde als einziges Kind des Schauspielerpaars Cedric Hardwicke und Helena Pickard geboren. Bereits als Siebenjähriger gab Hardwicke sein Theaterdebüt, 1943 spielte er als Zehnjähriger in Hollywood an der Seite von Spencer Tracy in dem Kriegsfilm Kampf in den Wolken. Ein Jahr später kehrte Hardwickes Familie nach England zurück, wo er die Schule abschloss und von 1951 bis 1952 in der Royal Air Force diente. Nach seinem Militärdienst besuchte Hardwicke die Royal Academy of Dramatic Art in London.
1953 wirkte Edward Hardwicke in dem britischen Film Hölle unter Null mit, ein Jahr später gab er sein Debüt im Londoner West End. Hardwicke spielte am Bristol Old Vic, den Oxford Playhouse und dem Nottingham Playhouse, bevor er 1964 Laurence Oliviers Ensemble am National Theatre beitrat. In den folgenden Jahrzehnten war Hardwicke ein viel beschäftigter Theaterdarsteller, daneben wirkte er in Nebenrollen in mehreren Kino- und Fernsehfilmen mit.
Hardwickes endgültiger, teils auch internationaler Durchbruch gelang ihm mit der Rolle des Dr. Watson in einer Fernsehserie von Granada Television mit dem Titel Sherlock Holmes, in der Jeremy Brett die Rolle des Sherlock Holmes übernommen hatte. Hardwicke kam aber erst mit der dritten Staffel im Jahr 1986 dazu, weil der vorherige Watson-Darsteller David Burke die Rolle nicht mehr spielen wollte. Hardwicke spielte danach in mehr als 20 Holmes-Verfilmungen mit, darunter Das Zeichen 4 und Der Hund von Baskerville.
Hardwicke starb im Mai 2011 im Alter von 78 Jahren an einer Krebserkrankung. Er war zweimal verheiratet, aus der ersten Ehe mit der Schauspielerin Anne Iddon gingen zwei Töchter hervor. Seine Tochter Emma Hardwicke war ebenfalls als Schauspielerin aktiv.

## Filmografie (Auswahl)
- 1943: Kampf in den Wolken (A Guy Named Joe)
- 1954: Hölle unter Null (Hell Below Zero)
- 1954: Robin Hood, der rote Rächer (The Men of Sherwood Forest)
- 1960: Geheimauftrag für John Drake (Danger Man; Fernsehserie, Folge Time to Kill)
- 1965: Othello
- 1968: Ein Floh im Ohr (A Flea in Her Ear)
- 1969: Ein Pechvogel namens Otley (Otley)
- 1970: Die Abrechnung (The Reckoning)
- 1972–1973: Colditz (Fernsehserie, 14 Folgen)
- 1973: Der Schakal (The Day of the Jakal)
- 1974: Die schwarze Windmühle (The Black Windmill)
- 1974–1975: My Old Man (Fernsehserie, 13 Folgen)
- 1977: Julias unheimliche Wiederkehr (Full Circle)
- 1978: Holocaust – Die Geschichte der Familie Weiss (Holocaust; Fernseh-Miniserie, Folge 2)
- 1978: Die Füchse (The Sweeney, Fernsehserie, 1 Folge)
- 1980: J. Robert Oppenheimer – Atomphysiker (Oppenheimer; Fernseh-Miniserie, 6 Folgen)
- 1981: The Bagthorpe Saga (Fernsehserie, 6 Folgen)
- 1981: Die schwarze Mamba (Venom)
- 1981: Der Bunker (The Bunker)
- 1984: Strangers and Brothers (Fernseh-Miniserie, 7 Folgen)
- 1984–1994: Sherlock Holmes (Fernsehserie, 25 Folgen)
- 1985: Baby – Das Geheimnis einer verlorenen Legende (Baby: Secret of the Lost Legend)
- 1987: Das Zeichen 4 (The Sign of Four, Fernsehfilm)
- 1988: Der Hund von Baskerville (The Hound of the Baskervilles, Fernsehfilm)
- 1991: Gib’s ihm, Chris! (Let Him Have It)
- 1993: Shadowlands
- 1995: Der scharlachrote Buchstabe (The Scarlet Letter)
- 1995: Hollow Reed – Lautlose Schreie (Hollow Reed)
- 1995: Richard III.
- 1996: Lautlose Schreie (Hollow Reed)
- 1997: Der Elfengarten (Photographing Fairies)
- 1998: Elizabeth
- 1998: Parting Shots
- 1999: Die Gen-Akte – Fenster zur Hölle (The Alchemists, Fernsehfilm)
- 1999: Maria – Die heilige Mutter Gottes (Mary, Mother of Jesu, Fernsehfilm)
- 2000: David Copperfield (Fernsehfilm)
- 2001: Enigma – Das Geheimnis (Enigma)
- 2002: Churchill – The Gathering Storm (The Gathering Storm, Fernsehfilm)
- 2003: Tatsächlich… Liebe (Love Actually)
- 2004: Das Eulenhaus (The Hollow)
- 2005: Oliver Twist
- 2010: Shameless (Fernsehserie, Folge Fallen Heroes)